# Àguila de Weiske
L'àguila de Weiske (Hieraaetus weiskei) és una espècie d'ocell rapinyaire de la família dels accipítrids (Accipitridae). Habita als boscos poc densos de Nova Guinea. El seu estat de conservació es considera de risc mínim.
Sovint s'ha considerat una subespècie de l'Àguila calçada australiana.